# SD Octavio
Sociedad Deportiva Octavio Vigo er en håndboldklub, der kommer fra Vigo i Galicien i Spanien. Holdet spiller pt. i División de Honor Plata.

## Halinformation
- Navn: As Travesas
- By: Vigo
- Kapacitet: 3.500 tilskuere
- Adresse: Avd. Castrelos, 1